# Pelle Kvick
Pelle Kvick är en svensk äventyrsserie av barnboksförfattaren och illustratören Marc Hentzel. Serien publicerades i Gotlands Allehanda samt 1946 i boken Pelle Kvick: Resan till Sydamerika.